# Alexander Campbell (prédikátor)
Alexander Campbell (Broughshane, 1788. szeptember 12. – Bethany, 1866. március 4.) amerikai lelkész, író, a Krisztus Tanítványai nevű csoport vezetője és a restaurációs mozgalom legbefolyásosabb alakja, amelynek célja a korai keresztények gyakorlatának visszaállítása volt.

## Élete
Thomas Campbell (1763–1854) ír-amerikai presbiteriánus lelkész fia volt , aki 1807-ben vándorolt be az Egyesült Államokba, ahol vallási reformmozgalmat indított. 1809-ben Alexander és a család többi tagja szintén az Egyesült Államokba ment. Ott támogatta csatlakozott apja mozgalmához, és vallási vezetőként emelkedett ki.
1810-ben kezdett prédikálni, és a mai Nyugat-Virginia állambeli Bethany területén telepedett le. A következő évben megnősült.
Ő és követői 1812-ben a bemerítéssel való keresztelkedést gyakorolták, és a következő évben csatlakoztak a baptistákhoz.
Megalapította a saját nyomdai vállalkozását. 1823-ban szerkeszteni és kiadni kezdett egy havi folyóiratot, a Christian Baptistet, amelyben kifejtette az eredeti apostoli egyház jellemzőit.
Ő és más hasonló gondolkodású lelkészek beutazták a Közép-Nyugatot és Dél-USA jó részét, prédikálva és buzdítva hallgatóikat, hogy maguk olvassák a Bibliát. Üzenetének egyszerűsége, a bibliai tekintélyhez való vonzódása sok embert vonzott, akik egyszerűen „Krisztus tanítványainak” nevezték magukat.
Teológiai kérdések miatti feszültség következtében 1830-ban elszakadtak a baptistáktól, majd 1832-ben a mozgalma egyesült Barton Stone  (1772–1844) „keresztényeivel” , egy hasonló csoporttal, amely Kentuckyban alakult ki a 18-19. századforduló környékén.
A Krisztus Tanítványaiként ismert felekezet 1860-ra csaknem kétszázezer tagra nőtt.
1866. tavaszán halt meg Bethany-ban, Nyugat-Virginiában.

## Művei
- The Living Oracles (1826) – Campbell írása az Újszövetségről
- Psalms, Hymns and Spiritual Songs (1828) – Zsoltárok, himnuszok és lelki énekek
- Prospectus of the Millennial Harbinger (1829)
- Delusions: An Analysis of the Book of Mormon (1832) – Tévképzetek: A Mormon könyve elemzése
- The Christian Preacher's Companion (1836)
- The Christian System (1839) – Campbell teológiájának összefoglalása
- The Christian Hymnbook (1843)
- A Tract for the People of Kentucky (1849)
- Christian Baptism—Its Antecedents and Consequents (1851)
- The Acts of the Apostles (1858) – Campbell's translation
- Memoirs of Elder Thomas Campbell (1861)
- Popular Lectures and Addresses (1863) –  Népszerű előadások és felszólalások
- Familiar Lectures on the Pentateuch (1867)